# Allkvantifikator
Allkvantifikator eller allkvantor är ett begrepp inom predikatlogiken. Den brukar symboliseras med ett upp- och nedvänt A ({\displaystyle \forall }, ∀)
Satsen "För alla x gäller predikatet P(x)" skrivs
{\displaystyle \forall {x}P(x)}
Negationen av en allkvantifierad sats ger en existenskvantifierad sats: Låt predikatet P(x) vara meningen 'Person x har en mamma.' Påstendet att varje person har en mamma kan skrivas med allkvantorn som:
{\displaystyle \forall x\,P(x).}
Negationen av påståendet "Alla korpar är svarta." är påståendet "Det finns minst en korp som inte är svart.":
{\displaystyle \neg (\forall {x}P(x))=\exists {x}(\neg P(x))}